# From Hell
From Hell er en amerikansk thriller fra 2001 instrueret af Hughes Brothers og baseret på den grafiske roman af samme navn af Alan Moore og Eddie Campbell. Hovedrollerne spilles af Johnny Depp og Heather Graham. Filmen handler om Jack the Ripper og dennes mulige motiver og identitet.

## Handling
Filmen forgår i 1888 hvor vi møder Mary Kelly (Heather Graham) og en lille gruppe af Londons prostituerede, der prøver at få dagen til at hænge sammen og tjene penge til huslejen i byens værste slumkvarter Whitechapel. Men tingene tager en drejning da Ann Crook bliver kidnappet, og kvinderne bliver fanget i et magtspil. Kidnapningen bliver snart efterfulgt af grusomme mord på Martha Tabram (Samantha Spiro), og det står snart klart at de bliver jagtet, én efter én for at blive myrdet. 
Disse mord i Whitechapel på Martha og de andre kvinder tiltrækker sig hurtig opmærksomhed fra polititeinspektør Frederick Abberline (Johnny Depp), en genial dog plaget mand, hvis arbejde ofte får hjælp fra hans psykiske "visioner" der opstår af hans opiumsforbrug, efter at have mistet sin kone og barn . Abberline undersøgelser afslører, at de mord der bliver så grusomt begået kræver en dygtig persons arbejde, med de præcise og næsten kirurgisk metoder der bliver brugt. Ann bliver fundet et par dage senere efter at have fået udført et lobotomi efter embedsmænd og læger angiveligt bedømte hende til at være sindssyg, eller for at lukke munden på hende. Abberline rådfører sig om sagen med Sir William Gull (Ian Holm), hoflæge for den kongelige familie, for at hører hans mening om mordene. Abberline bliver dybt involveret i sagen, der får en dybere mening for ham, da han forelsker sig i Mary og hans følelser bliver gengældt fra hendes side, selvom forholdet dog bliver misbilliget fra andre kanter.
Abberline konklusion af sagen er, at den er under indflydelse fra medlemmer af frimurerne. Hans overordnede, en høj placering frimurer selv, sørger for at Abberline bliver taget af sagen og suspenderet. Morderen viser sig til sidst til at være Gull, der har dræbt vidnerne til maleren Albert Sickert (Mark Dexter) 's forbudte ægteskab med Crook (Joanna Page), der var gravid med hans datter Alice. Sickert viser sig i virkeligheden at være prins Edward, barnebarn af dronning Victoria (Liz Moscrop), og Alice er derfor arving til den britiske trone. Gull selv er frimurer, og hans stadig mere dystre adfærd giver et indblik i hans morderiske, dog beregnede sind. I stedet for en offentlig skandale med Gull, beslutter frimurerne at udfører et lobotomi på Gull for at beskytte den kongelige familie fra skandalen, og gøre lægen tavs. Mary flytter sammen med Alice ud i en hytte på en klippe ved havet. Abberline bliver fundet død efter han har taget en overdosis af opium, vel vidende, at han aldrig får Mary at se igen uden fare for hendes liv. 

## Medvirkende
| Skuespiller        | Rolle                        |
| ------------------ | ---------------------------- |
| Johnny Depp        | Frederick Abberline          |
| Heather Graham     | Mary Jane Kelly              |
| Ian Holm           | Sir William Gull             |
| Robbie Coltrane    | Peter Godley                 |
| Jason Flemyng      | Netley                       |
| Katrin Cartlidge   | Annie Chapman                |
| Terence Harvey     | Ben Kidney                   |
| Susan Lynch        | Elizabeth Stride             |
| Paul Rhys          | Dr. Ferral                   |
| Lesley Sharp       | Catherine Eddowes            |
| Nicholas McGaughey | Officer Bolt                 |
| Annabelle Apison   | Mary Ann Nichols             |
| Mark Dexter        | Albert Sickert/ Prins Edward |
| Samantha Spiro     | Martha Tabram                |
| Liz Moscrop        | Dronning Victoria            |